# Sixpence None the Richer
Sixpence None the Richer är ett amerikanskt pop/rockband, aktiva mellan 1992 och 2004, samt återigen från 2007. Bandet grundades i New Braunfels, Texas, men så småningom flyttade de till Nashville, Tennessee. Namnet på bandet är inspirerat ur ett avsnitt ur författaren C.S. Lewis bok: Mere Christianity (Kan man vara kristen?)
Gruppen hade 1999 en världshit med låten "Kiss Me".

## Bandmedlemmar
Nuvarande medlemma
- Matt Slocum – gitarr, cello (1992–2004, 2007– )
- Leigh Nash – sång (1992–2004, 2007– )
- Justin Cary – basgitarr (1997–2004, 2007– )
- Rob Mitchell – trummor (2001–2004, 2012– )

Tidigare Medlemmar
- Joel Bailey – basgitarr (1993–1995)
- Andre Trottier – basgitarr (1994–1995)
- Dale Baker – trummor (1993–2001)
- Tess Wiley – gitarr (1993–1997, 2008)
- James Arhelger – basgitarr (1995)
- J.J. Plasencio – basgitarr (1995–1997)
- Sean Kelly – gitarr (1997–2004)
- Rob Mitchell – trummor (2001–2004)
- Jerry Dale McFadden – keyboard (2001–2004)
- Jason Lehning – keyboard (2012–2013)

Studiomusiker
- TJ Behling – basgitarr (på The Original Demos ca. 1992)
- Brad Arnold – trummor (på The Original Demos)

## Diskografi
Studioalbum
- 1994 – The Fatherless & the Widow
- 1995 – This Beautiful Mess
- 1997 – Sixpence None the Richer
- 2002 – Divine Discontent
- 2008 – The Dawn Of Grace
- 2012 – Lost in Transition

EP
- 1996 – Tickets for a Prayer Wheel
- 1997 – 6 Picks: Essential Radio Hits from Sixpence None the Richer
- 2004 – Sessions@AOL
- 2005 – Waiting On the Sun (Studio Series Performance Track)
- 2008 – My Dear Machine

Singlar
- 1995 – "Angeltread"
- 1998 – "Kiss Me" (US #2, US AC #2, US Adult #2, US Pop #1)
- 1999 – "There She Goes"
- 2000 – "I Can't Catch You"
- 2002 – "Breathe Your Name"
- 2003 – "Don't Dream It's Over"
- 2004 – "Us"
- 2008 – "Angels We Have Heard On High"
- 2012 – "Radio"

Samlingsalbum
- 1992 – The Original Demos
- 1997 – Top Ten: Sixpence None the Richer
- 1999 – Collage: A Portrait Of Their Best
- 2002 – Mega 3 Collection
- 2004 – The Best of Sixpence None the Richer
- 2005 – The Early Years
- 2009 – Greatest Hits
- 2010 – Early Favorites